# Geonosis
A Geonosis a Csillagok háborúja elképzelt univerzumának egyik bolygója. A klónok támadása című filmben jelenik meg.

## Leírása
A Tatuinhoz hasonló, sziklás, homokos felszínű, száraz bolygó. A Tatuintól való távolsága mindössze 1 parsec. A bolygót körülvevő gyűrűvel rendelkezik, ami apró szikladarabokból áll. A geonosiak ezt fém- és egyéb ásványi anyag tartalma miatt hasznosítják. Légköre és a sziklák vörös színűek. A felszín jellemzői a hangyabolyra emlékeztető kiemelkedések, amikben a bennszülött geonosiak élnek.

## Élővilága
A bennszülött geonosisiak rovarszerű élőlények, akik képesek repülni. A megszálló klónkatonák „hangyáknak” vagy „bogaraknak” csúfolják őket.
Legveszélyesebb ragadozó a massiff, ami egy kutyaszerű gyíkféleség.

## Történelme
Először akkor fedezték fel, miután a Tatuin bolygón bányászok telepedtek le, nagyjából 4000 évvel a Yavini csata előtt. A geonosiak el voltak bűvölve a kívülről érkező technológiától, és hamar kiderült, hogy a bolygók alkalmasak a műszerek és eszközök hibáinak felderítésére és kijavításukra. A geonosiak elkezdtek olyan droidokat készíteni, amik a munkák nagy részét elvégezték. Ezek a droidok egyszerűek, megbízhatóak és olcsók voltak.
A szerződések azonban a Köztársaság és az Arkanis szektor között nem bizonyultak tartósnak, a Tatuint elhagyták, és a geonisiak fejlesztéseit a Maghoz közelebbi vállalatok lemásolták. A kívülállókkal kötött szerződések szakadást idéztek elő a bolyok között, ami polgárháborúba torkollott. A Geonosist elfelejtették egészen a Köztársaság utolsó századaiig. A bolygók közti háború végül véget ért, ezután a felderítők és kereskedők újra megjelentek e bolygón. A geonosiak szerződést kötöttek a Rektoid Armor Workshoppal, így droidjaik újból megjelentek a galaktikus piacon.
Darth Sidious Sith Lord úgy gondolta, hogy a geonosiak többre képesek, mint munkarobotok gyártása. Segítette Kisebb Poggle hatalomra kerülését, majd kihasználva a bolygó kapcsolatait a Kereskedelmi Szövetséggel, harci droidok gyártására adott megbízást.

A harci droidok első bevetése a Geonosison

Y. e. 22-ben a bolygón találkoztak Dooku gróf és a Köztársaságból kiválni szándékozó néhány nagyvállalat és bolygórendszer vezetői, és egy szerződést írtak alá, ami megvetette a Független Rendszerek Konföderációja és ezzel a galaktikus polgárháború alapjait. Nem sokkal ezután kitört a Klónok háborúja, melynek első lépéseként a Yoda jedi mester vezette csapat megmentette a Geonosis egyik arénájából a kivégzésre ítélt Obi-Wan Kenobit, Anakin Skywalkert és Padmé Amidalát.
Miután a Szeparatisták vesztettek a geonosisi csatában (ez volt az első csata a Klónok háborújában), Darth Tyranus elmenekült a Halálcsillag terveivel a Coruscant bolygóra. Ez után a bolygót a Köztársaságiak foglalták el.
Obi-Wan Kenobit akkor fogták el, miközben ő információt próbált szerezni Dooku gróf terveiről. Előtte még sikerül egy hívást elküldenie a Jedi Tanács felé. Ők azonban mindössze 200 jedit tudnak küldeni. Obi-Want halálra ítélik, Anakin Skywalker és Padmé Amidala mellett, amit egy arénában terveztek végrehajtani, vadállatok segítségével. A vadállatokat saját erejükből sikerül legyőzniük, eközben megérkezik a jedi segédcsapat, Yoda vezetésével. Mivel a harci droidok a klónok érkezése előtt túlerőben voltak, sok jedi meghalt az összecsapásban. Yoda klónhadserege azonban leradírozza a térképről a geonosi szeparatista konferencia védelmét ellátó erőket, a Köztársaság elfoglalja a bolygót.
Itt fejlesztették ki a Halálcsillag terveit.
Jellemző exportcikkei a harci robotok és egyéb fegyverek.
A megrendelők látogatásán kívül a geonosiak nem érintkeztek a külvilággal.
A Köztársaságiak megengedték a geonosiaknak, hogy szabadon szerződést kössenek bárkivel, de vétójogot tartottak fenn bármely projekt végrehajtásánál.
A Klónháborúk alatt a geonosisiak többször is fellázadtak és szembeszálltak a Köztársasággal, elkeseredetten és bátran harcolva az inváziós csapatok ellen. A klón-ezredeknek többször, óriási veszteségeket elszenvedve, szabályosan vissza kellett foglalniuk a bolygót, mert Poggle megpróbálta újraindítani a hadi gyárait.

## Megjelenése a filmekben
Csak A klónok támadása című filmben jelenik meg.

## Forgatási körülmények
A Geonosis megjelenítése során számos vizuális effektet alkalmaztak.
Néhány helyszín, mint például Obi-Wan leszállási helye, díszlet volt. Ezt digitálisan kiterjesztették az ún. matte painting technika és makettek segítségével.
Néhány esetben földi helyszínek, sivatagok fotóit használták fel a háttér ábrázolására, de ezeket is digitálisan módosították.
A Klónok háborúja során a háttérben maketteket és valós helyszínek fotóit alkalmazták, az égboltot digitálisan adták hozzá a látványhoz.

## Fordítás
- Ez a szócikk részben vagy egészben  a   Geonosis című angol Wikipédia-szócikk fordításán alapul.  Az eredeti cikk szerkesztőit annak laptörténete sorolja fel. Ez a jelzés csupán a megfogalmazás eredetét és a szerzői jogokat jelzi, nem szolgál a cikkben szereplő információk forrásmegjelöléseként.